# MATCHY★BEST II
『MATCHY★BEST II』（マッチ★ベスト・ツー）は、近藤真彦6枚目のベスト・アルバム。2007年2月7日にソニー・ミュージックレコーズから発売された。

## 概要
前年同時期発売のベスト盤『MATCHY★BEST』と、構成を同じくした第2弾。
初CD化音源含む収録曲の前半は、第1弾収録の重複を避けたシングル表題曲。後半は前作同様アルバム楽曲のセレクトだが、近藤の解説等は未掲載。
デジタルリマスターが施され、高音質となった。
初回生産盤のみカラー･ブックレット封入。CDを収納するジュエルケースが通常の厚みより分厚い。

## 本作発売時の近況
シングル「上海慕情/情熱ナミダ」を1月24日に発売。
2月14日に日本武道館で2年連続コンサートを開催（2007年・2008年）。
ライヴ映像とオフショット映像を含めたDVD「'07 Valentine's Day in 武道館」（2007.5.9）は、オリコンチャートの5月21日付音楽DVD週間チャートで1位を獲得。当作品が初の単独DVD商品になる。

## 収録曲
1. ヨコハマ・チーク
2. ふられてBANZAI
3. ホレたぜ!乾杯
  - 第33回NHK紅白歌合戦 歌唱曲
4. ためいきロ・カ・ビ・リー
  - 第34回NHK紅白歌合戦 歌唱曲
5. 一番野郎
6. ヨイショッ!
  - 第36回NHK紅白歌合戦 歌唱曲
  - 2002年5月22日にリメイク・シングル「ヨイショ!'02 〜日本の皆さんホメていきまショー〜」（「MATCHY with O.A.I」名義）がリリース。TBSテレビ系日曜劇場『ヨイショの男』主題歌
7. 大将
  - 第16回日本歌謡大賞 受賞曲
8. Baby Rose
9. あぁ、グッと
  - 第39回NHK紅白歌合戦 歌唱曲
10. 北街角
  - ハウス食品「北のラーメン うまいっしょ」 コマーシャルソング
11. 愛はひとつ
  - TBS系ドラマ『ストーカー・誘う女』（1997年1月～3月）主題歌
12. グロリア
  - アルバム『Thank 愛 You』（1981.3.5）より
13. ジャスト・ア・ダンス
  - アルバム『Thank 愛 You』（1981.3.5）より
14. ひとりぼっちのバースディ
  - アルバム『ギンギラギンにさりげなく』（1981.12.16）より
15. あの手この手はイマノウチ
  - アルバム『Rising』（1983.4.1）より
16. ティーンエイジャー・ウエディング
  - アルバム『Rising』（1983.4.1）より
17. 爆走レイル・ロード
  - アルバム『Rising』（1983.4.1）より
18. TOKYO-L.A.-N.Y.
  - アルバム『Rising』（1983.4.1）より
19. Z（ズィー）
  - アルバム『Rising』（1983.4.1）より
20. 風のドライブイン
  - アルバム『WINNING』（1984.1.1）より